# Climate Change Denial
Climate Change Denial: Heads in the Sand es un libro de no ficción de 2011 sobre la negación del cambio climático, coescrito por Haydn Washington y John Cook, con prólogo de Naomi Oreskes. Washington tenía formación en ciencias medioambientales antes de escribir la obra; Cook, licenciado en física, fundó (2007) el sitio web Skeptical Science, que recopila pruebas revisadas por expertos sobre el calentamiento global. El libro fue publicado por primera vez en tapa dura y rústica en 2011 por Earthscan, una división de Routledge.
El libro presenta un análisis en profundidad y una refutación de la negación del cambio climático, repasando punto por punto varios argumentos y refutándoles con pruebas revisadas por pares del consenso científico sobre el cambio climático. Los autores afirman que quienes niegan el cambio climático emplean tácticas como la selección de datos para apoyar sus puntos de vista y el ataque a la integridad de los científicos del clima. Washington y Cook utilizan la teoría de las ciencias sociales para examinar el fenómeno de la negación del cambio climático en el público en general y lo califican de patología.
El libro rastrea el apoyo financiero a la negación del cambio climático hasta la industria de los combustibles fósiles, afirmando que sus empresas han intentado influir en la opinión pública al respecto. Washington y Cook escriben que los políticos tienden a utilizar palabras comodín como parte de una táctica propagandística mediante el uso de giros, como forma de desviar el interés público del cambio climático y permanecer pasivos ante la cuestión. Los autores llegan a la conclusión de que si el público dejara de practicar la negación, se podría abordar de forma realista el problema del cambio climático. La negación del cambio climático es una grave amenaza para el planeta y debe abordarse con urgencia, ya que las consecuencias de la inacción son nefastas.
Por su investigación en el libro y sus esfuerzos por comunicar la esencia de la ciencia del cambio climático al público en general, John Cook ganó en 2011 el Premio Eureka del Museo Australiano al Avance del Conocimiento sobre el Cambio Climático. Climate Change Denial recibió una acogida positiva en reseñas de publicaciones como: The Ecologist, la revista ECOS, la revista académica Natures Sciences Sociétés, la revista Education publicada por la Federación de Profesores de Nueva Gales del Sur.

## Antecedentes
Los coautores del libro son los investigadores australianos en ciencias medioambientales Haydn Washington y John CookWashington trabajó durante más de 30 años como científico medioambiental antes de escribir el libro. Entre sus libros publicados anteriormente sobre el tema de las ciencias medioambientales se encuentran: Ecosolutions (1991), A Sense of Wonder (2002) y The Wilderness Knot (2009). En 2015, Washington fue profesor visitante en el Instituto de Estudios Ambientales de la Universidad de Nueva Gales del Sur.
La educación de Cook incluye una formación en física. Antes de trabajar en el libro, Cook fundó el sitio web Skeptical Science, que recopila pruebas revisadas por pares sobre el cambio climático. Colocó en el sitio las afirmaciones más comunes hechas por individuos que argumentan en contra del consenso científico sobre el cambio climático, con pruebas para refutar cada punto que hicieron. Después de la publicación de Climate Change Denial: Cabezas en la arena, Cook fue coautor de otro libro sobre el tema, Climate Change Science: A Modern Synthesis: Volume 1 - The Physical Climate (2013). En 2015, Cook fue becario de comunicación sobre el clima en la Universidad de Queensland.
La negación del cambio climático: Heads in the Sand fue publicado por primera vez en 2011 por Earthscan, una división de Routledge. Ambas ediciones, en tapa dura y rústica, salieron a la venta en abril de 2011.Ese mismo año, la editorial lo publicó en formato de libro electrónico. Routledge publicó una segunda versión en libro electrónico en 2012.Amazon.com puso el libro a disposición del público a través de Kindle en mayo de 2013.

## Resumen del contenido
Climate Change Denial: Heads in the Sand presenta un análisis detallado y una refutación de la negación del cambio climático. En su prólogo al libro, Naomi Oreskes escribe que la gente es víctima del fenómeno de la negación porque se siente atemorizada. El libro examina varios argumentos contra el calentamiento global y utiliza pruebas revisadas por expertos del consenso científico para respaldar los argumentos que refutan la validez de cada uno de ellos.Se evalúa la metodología de quienes niegan el cambio climático, incluyendo: la selección de datos que supuestamente apoyan sus puntos de vista específicos, el mantenimiento de un listón alto para las pruebas del cambio climático por parte de quienes lo niegan, y la crítica de los valores de los propios científicos del clima.El libro presenta una explicación de por qué ciertas personas, y el público en general, tienen una tendencia a negar el consenso científico sobre el cambio climático.
Los autores discuten el concepto más amplio de negación utilizando la teoría de las ciencias sociales, señalando que su aparición aparece en la sociedad cuando los individuos tienen miedo o vergüenza de sus acciones. Escriben que estas motivaciones, cuando se expanden de un individuo a una sociedad más amplia, se presentan como una forma de enfermedad.El libro identifica la negación del cambio climático como una patología que afecta a la cultura del planeta. Los autores lamentan que exista una relación inversa entre un consenso científico cada vez mayor sobre el cambio climático y un aumento simultáneo de la negación del mismo por parte del público en general.
El libro identifica un trasfondo corporativo que influye en la opinión pública a través de las empresas que obtienen beneficios de la industria de los combustibles fósiles. Washington y Cook escriben que los políticos a menudo utilizan palabras comodín como forma de dar vueltas y hacer propaganda, con el fin de actuar como si fueran a hacer algo sobre el cambio climático, mientras que en realidad permanecen pasivos sobre el tema.Los autores identifican un mayor nivel de negación en el público en general,y afirman que la sociedad permite la negación de la ciencia climática a través de la inacción y la resistencia al consenso científico. Los autores concluyen que si el público dejara de negar el cambio climático, el problema en sí podría abordarse de manera significativa.

## Recepción

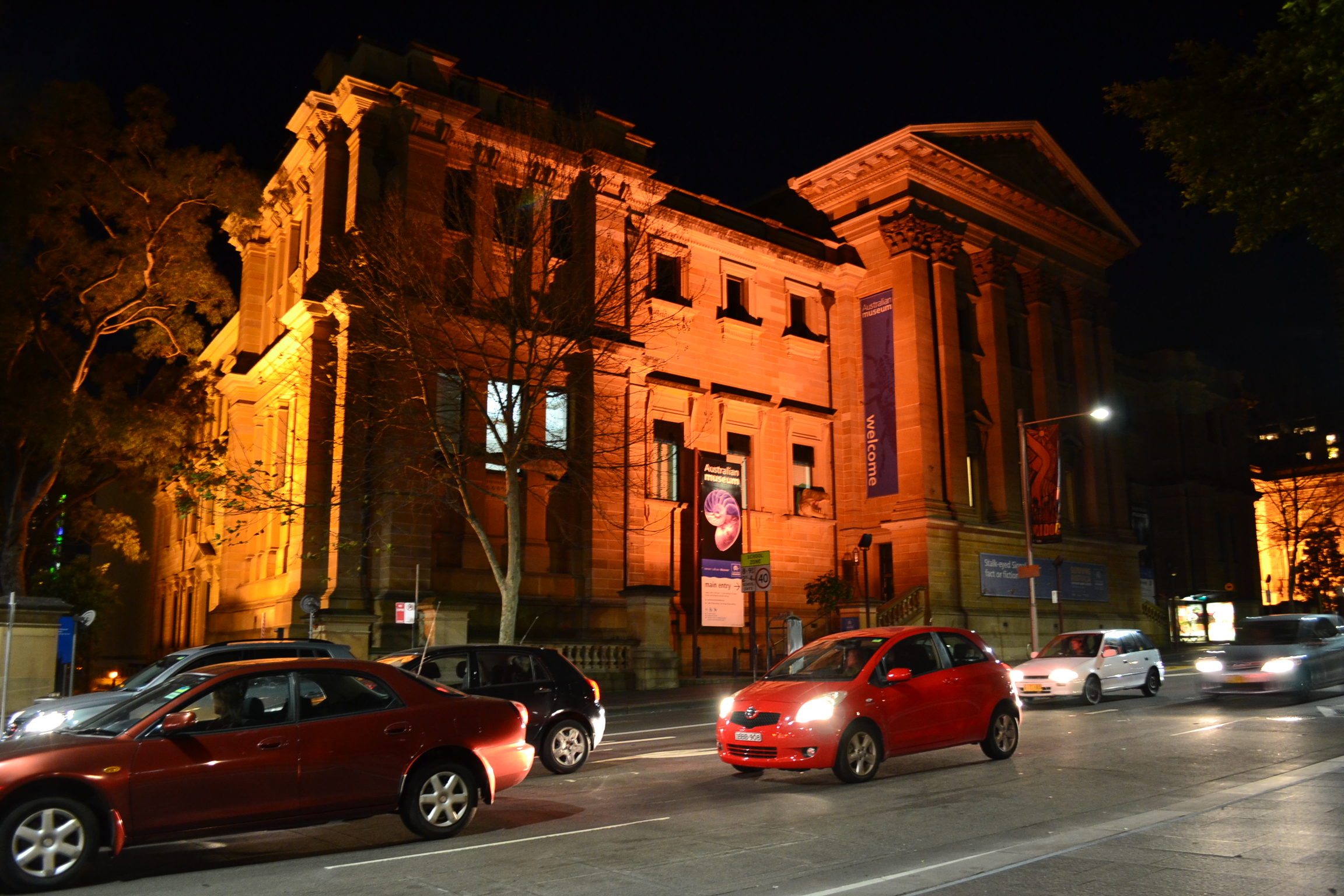
Museo Australiano en 2011

El coautor del libro, John Cook, ganó el Premio Eureka 2011 al Avance del Conocimiento sobre el Cambio Climático, concedido por el Gobierno de Nueva Gales del Sur en el marco de los Premios Eureka del Museo Australiano, y fue galardonado por su papel en la comunicación de la esencia de la ciencia del cambio climático al público en general. El director del Instituto del Cambio Global de la Universidad de Queensland, el profesor Ove Hoegh-Guldberg, citó la investigación de Cook y su autoría de Climate Change Denial: Heads in the Sand (Negación del cambio climático: cabezas en la arena) como la razón que le llevó a ganar el premio.
The Ecologist reseñó el libro y lo describió como: "bien documentado y meticulosamente documentado":Climate Change Denial es un libro sabio y oportuno. ... Merece un público". En la revista ECOS, Mary-Lou Considine escribió que el libro “disecciona las objeciones a la ciencia revisada por expertos” con “detalle forense”. Considine recomendó el libro a quienes hubieran visitado previamente el sitio web Skeptical Science y quisieran posteriormente aprender más sobre el tema más amplio tratado en el sitio.
En una reseña del libro realizada por la revista académica Natures Sciences Sociétés, se alabó la tesis de los autores por su capacidad para aportar la razón a su análisis: "Este libro muestra cómo podemos romper con la negación, aceptar la realidad y resolver así la crisis climática".Natures Sciences Sociétés recomendó la obra a múltiples interesados, concluyendo: "Atraerá a científicos, estudiantes universitarios, activistas del cambio climático, así como al público en general que busca hacer retroceder la negación y actuar".
Janine Kitson reseñó el libro para la revista Education, una publicación de la Federación de Profesores de Nueva Gales del Sur[6]. Kitson describió la obra como oportuna e importante en el contexto de la necesidad de que el público actúe antes de un punto de no retorno: "Se trata de un libro crucial que hay que leer antes de que el galopante cambio climático esté realmente fuera de nuestro control": "Uno sólo puede esperar que este libro sea leído por los negacionistas del clima para que podamos iniciar el difícil viaje hacia un futuro ecológicamente sostenible".